# Naja kaouthia

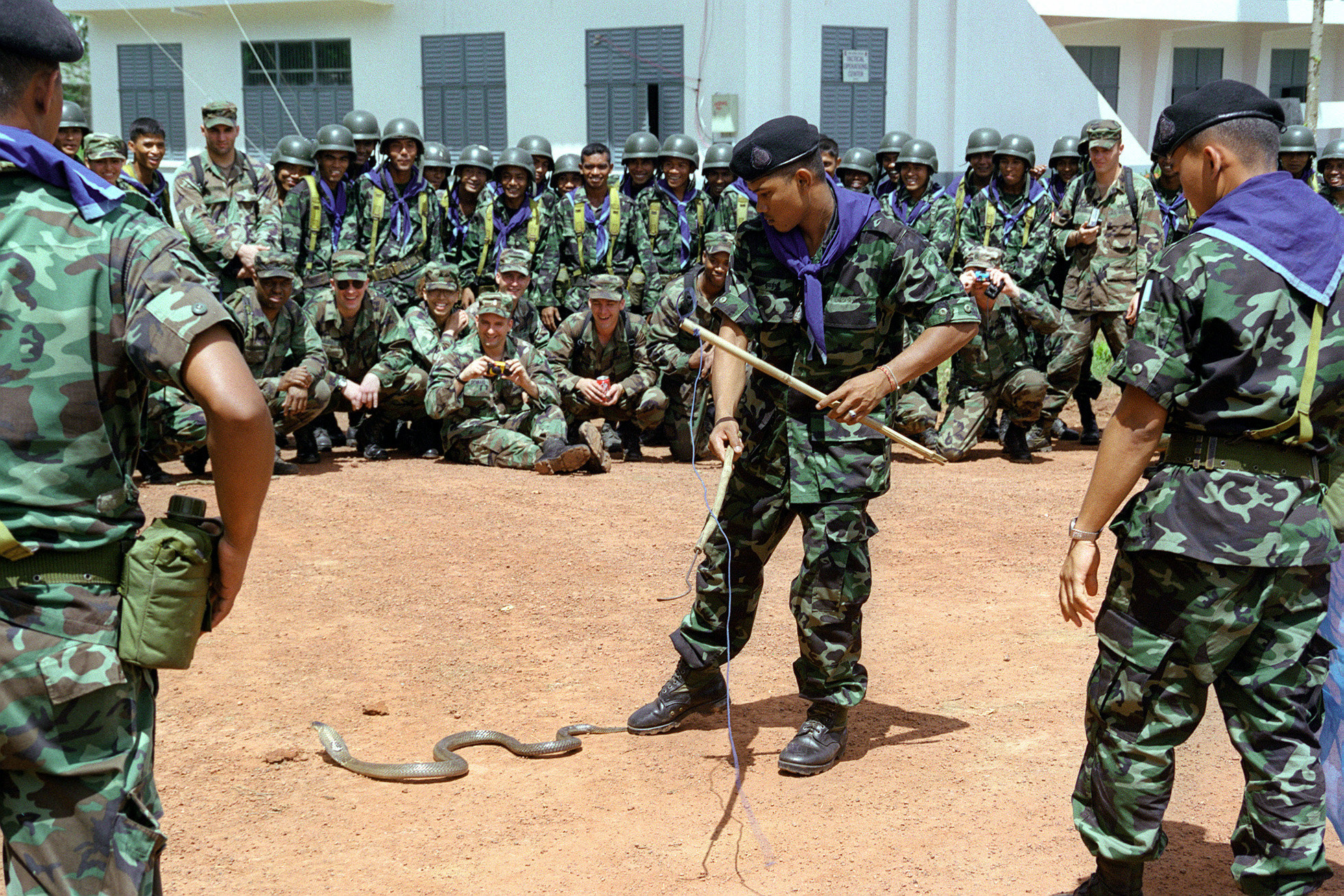
Demostración en 2000.

La Cobra de monóculo (Naja kaouthia), también conocida como Cobra monocelada, es una especie de serpiente del género Naja, de la familia Elapidae.

## Hallazgo y distribución
La serpiente fue descrita por primera vez por el naturalista francés Lesson en el año 1831, y se puede encontrar en los siguientes países asiáticos: Bangladés, Bután, Birmania, Camboya, China, India, Laos, Malasia, Nepal, Tailandia y Vietnam.

## Hábitat y características
Se trata de una especie de serpiente venenosa (neurotoxinas y citotoxinas), de comportamiento agresivo y hábitos nocturnos, puede llegar a medir 2 metros y habita en bosques, en tierras bajas, campos de cultivo y colinas, pudiéndose encontrar alrededor de asentamientos urbanos; se alimenta de roedores, sapos, lagartos, aves etc.

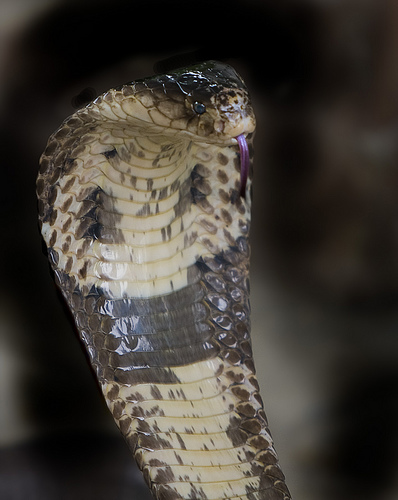
Cobra de monoculo